# Cape Sorell
Cape Sorell är en udde i Australien. Den ligger i delstaten Tasmanien, i den sydöstra delen av landet, omkring 190 kilometer nordväst om delstatshuvudstaden Hobart.
Trakten är glest befolkad. Närmaste större samhälle är West Strahan, omkring 13 kilometer nordost om Cape Sorell. 
Genomsnittlig årsnederbörd är 2 835 millimeter. Den regnigaste månaden är augusti, med i genomsnitt 342 mm nederbörd, och den torraste är februari, med 113 mm nederbörd.